# Миле Почуча
Миле Почуча (Дивосело, код Госпића, 11. новембар 1899 — Загреб, 2. септембар 1979) био је учесник Народноослободилачке борбе, друштвено-политички радник СФР Југославије и СР Хрватске, јунак социјалистичког рада и народни херој Југославије.

## Биографија
Рођен је 11. новембра 1899. године у Дивоселу код Госпића. Основну школу је завршио у родном селу, а столарски занат у Шиклошу у тадашњој Аустроугарској монархији. Кад је завршио занат, 1915. године се вратио у родни крај. Две године касније, мобилисан је у аустроугарску војску и послан на фронт. По завршетку рата, вратио се у Дивосело.
Миле се већ као млад радник определио за раднички покрет. После Првог светског рата укључио се у деловање радничких организација. Члан Независних радничких синдиката постао је 1922, а затим и члан Независне радничке партије Југославије. У Комунистичку партију Југославије примљен је 1923. године, након чега је са још неколико другова организовао прву партијску организацију у Госпићу.
После увођења Шестојануарске диктатуре, Миле је 1929. године ухапшен у Осијеку, где је тада био запослен, и од Дражвног суда за заштиту државе осуђен на шест година робије због комунистичке пропаганде. Након одслужења казне у Сремској Митровици, вратио се у Лику, где је организовао и стварао нове скојевске и партијске организације.
Поред осталог, успео је и да од неколико официра и подофицира оформи партијску организацију у госпићком гарнизону 1938. године. У лето 1940. године, био је изабран на Првој окружној конференцији за члана Окружног комитета КПХ за Лику.
По окупацији Југославије и проглашењу НДХ, радио је на припремању оружаног устанка најпре у госпићком котару, а затим, по задатку ОК КПХ за Лику, на подручју удбинског котара. Тамо је једно време вршио дужност политичког комесара у Штабу герилских одреда на сектору Удбине и околине.
Приликом формирања првог партизанског батаљона у Хрватској, који је добио име „Марко Орешковић“, крајем новембра 1941. године, Миле је на Каменском одржао говор борцима у име ОК КПХ за Лику о циљевима Народноослободилачке борбе и улози КПЈ у тој борби. Извесно време, по партијском задатку, радио је на подручју доњолапачког котара, а затим руководио партијским курсом при ОК КПХ за Лику. До краја рата био је једно време организациони секретар ОК КПХ за Лику, члан Повереништва Централног комитета КПХ за Лику, члан Повереништва ЦК КПХ за северну Хрватску, те већник АВНОЈ-а и ЗАВНОХ-а.
Након ослобођења, обављао је многе одговорне партијске, политичке и државне дужности:
- потпредседник Президијума Сабора НР Хрватске
- председник Комисије државне контроле
- члан Извршног већа Сабора НР Хрватске

За члана Политбироа ЦК КПХ биран је на Другом и Трећем, а за члана ЦК СКХ на Четвртом конгресу СКХ. За члана Централног комитета СКЈ биран је на Шестом и Седмом конгресу, а био је и председник Контролне комисије ЦК СКХ. Истовремено је више пута биран за посланика у Сабору НР Хрватске и у Савезној народној скупштини, као и за члана Савезног одбора ССРН Југославије и члана Председништва Главног одбора ССРН Хрватске.
Умро је 2. септембра 1979. у Загребу, а сахрањен је у Гробници народних хероја на гробљу Мирогој.
Носилац је Партизанске споменице 1941. и других југословенских одликовања, међу којима су — Орден јунака социјалистичког рада, Орден народног ослобођења и др. Орденом народног хероја одликован је 27. новембра 1953. године.